# كرشكو
كرشكو (بالإنجليزية: Krško)‏ هي مستوطنة تقع في سلوفينيا في Lower Carniola.[بحاجة لمصدر] يقدر عدد سكانها بـ 6,994 نسمة وترتفع عن سطح البحر 163 متر.

## أعلام
- ديفان روسيش
- يوهان ويكارد فون فالفاسور